# Stare Piekary
Stare Piekary (niem. Alt Beckern)  – dzielnica Legnicy, położona w północno-wschodniej części miasta. 

## Historia
Pierwsze osady powstały tutaj w VIII wieku p.n.e., powstał tu wtedy warsztat odlewniczy brązu. 
Po 1535 we wsi istniała papiernia należąca do B. Fotschera.
Tereny obecnego osiedla przyłączono do miasta w 1937 roku, wcześniej była to osobna wieś.
Teren dzielnicy jest całkowicie zabudowany domami jednorodzinnymi, znajduje się tu także jeden blok z tzw. wielkiej płyty.
Na północy i zachodzie osiedla płynie rzeka Kaczawa, nad którą przerzucone są dwa mosty. Na południu znajduje się oczyszczalnia ścieków i linia kolejowa do Wrocławia pod którą znajdują się trzy mosty.